# Pagodulina hauseri
Pagodulina hauseri is een slakkensoort uit de familie van de Orculidae. De wetenschappelijke naam van de soort is voor het eerst geldig gepubliceerd in 1978 door E. Gittenberger.